# طبقة الأساس (طرق)

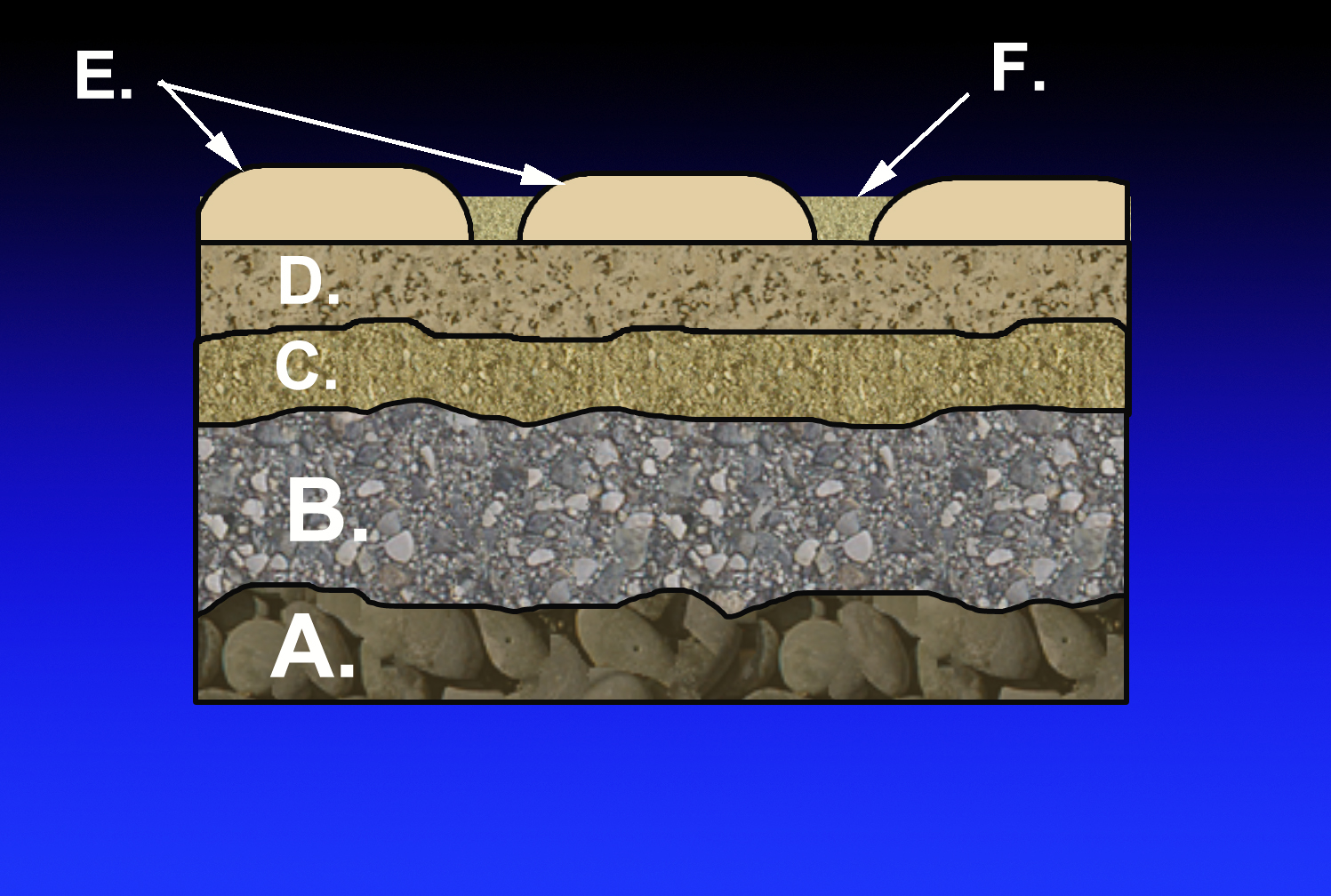

طبقة الأساس (بالإنجليزية: Base course)‏ وهي الطبقة التي تأتي تحت الطبقة السطحية وتتكون من مواد حصوية ذات مواصفات أدنى من مواد الطبقة السطحية وغير معالجة في الغالب، تثبت نتيجة الرص والاحتكاك والتماسك فيما بينها. وفي بعض الحالات يتم معالجة مواد هذه الطبقة بإضافة روابط مثل (الكلس، الإسمنت، بيتومين).

## وظيفة هذه الطبقة
الوظيفة الأساسية هي اعطاء أكبر مقاومة لبنية الطريق من خلال:
1. تأمين أساس جيد للطبقة السطحية.
2. تخفيض الجهود الشاقولية الواصلة لنربة المسار، بتوزيعها بين الحبات في حالة كونها من مواد حصوية غير معالجة، أو بواسطة عطالة هذه الطبقة نحو الانعطاف في حالة كونها معالجة.وبذلك تحمي الطبقة السطحية من الهبوط التفاضلي التي يمكن أن تحدث في تربة المسار، وأيضاً تحمي تربة المسار من الضغوط الشديدة التي تؤدي إلى انهيارها.
3. مقاومة الإجهادات الحرارية الناتجة عن الفروقات في درجة الحرارة اليومية والسنوية.
4. في حالة الرصف الصلب تقوم بحماية الطبقة السطحية من حادثة الضخ (Pumping) التي تؤدي إلى صعود المواد الغضارية اللدنة إلى سطح الطريق.